# Retriever

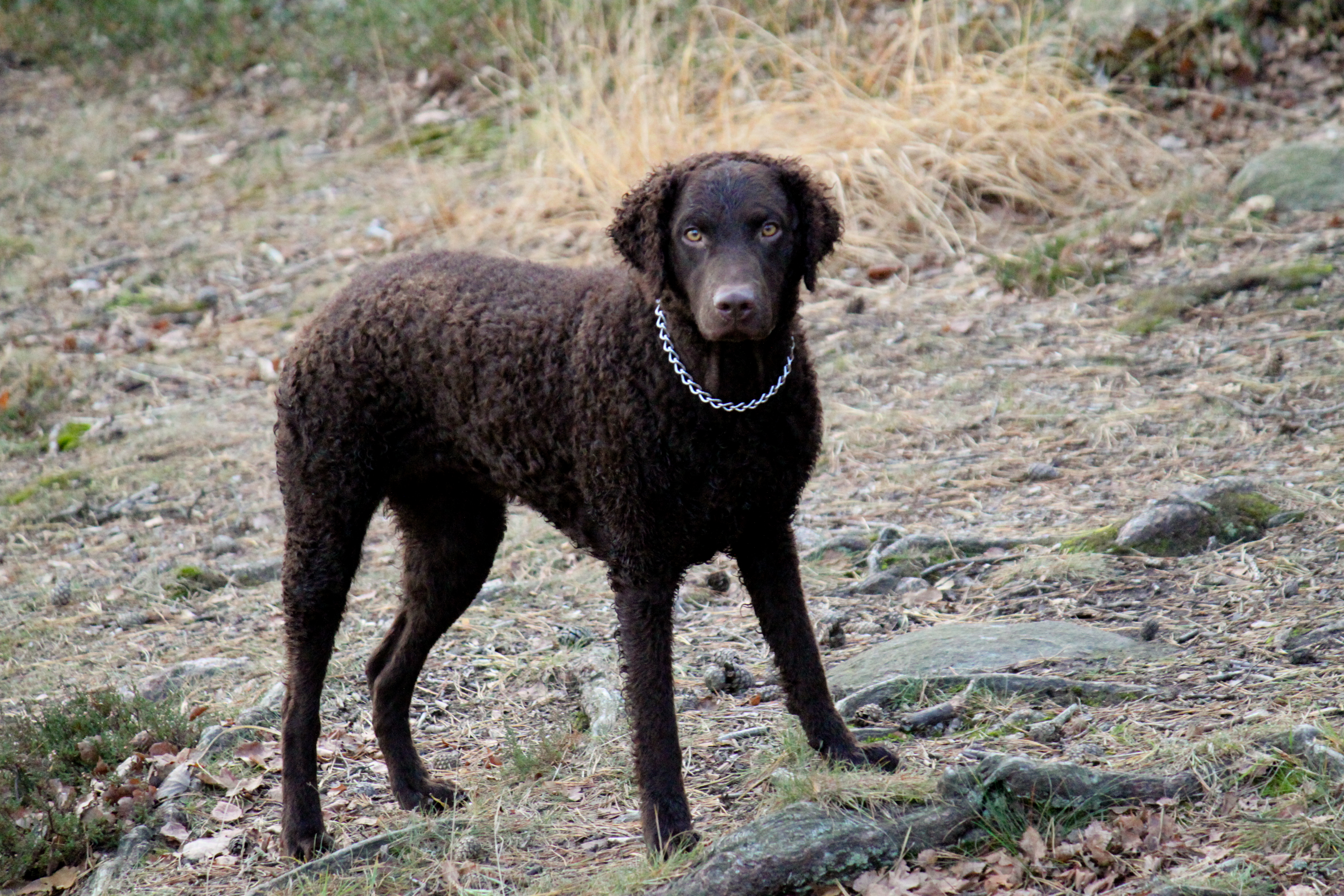
Curly Coated Retriever

Als Retriever [rɪˈtriːvə(r)] oder Apportierhunde bezeichnet man Jagdhunde, die geschossenes Nieder- oder Federwild finden und anschließend zum Jäger zurückbringen. Diesen Vorgang bezeichnet man als Apportieren. Auf Englisch lautet das Verb für apportieren oder etwas zurückbringen to retrieve [rɪˈtriːv], wovon sich die Bezeichnung der Hunde ableitet.

## Anerkannte Rassen
Es gibt sechs von der FCI anerkannte Retrieverrassen, die zur FCI-Gruppe 8 Apportierhunde – Stöberhunde – Wasserhunde gehören:
- Chesapeake Bay Retriever (Ursprungsland: USA)
- Curly Coated Retriever (Ursprungsland: Großbritannien)
- Flat-coated Retriever (Ursprungsland: Großbritannien)
- Golden Retriever (Ursprungsland: Großbritannien)
- Labrador Retriever (Ursprungsland: Neufundland/Großbritannien)
- Nova Scotia Duck Tolling Retriever (Ursprungsland: Kanada, Neuschottland)

## Verwendung allgemein
Die Apportierhunde wurden gezüchtet, um erlegtes Wild (vor allem Flugwild) zu suchen und dem Hundeführer zu bringen. Diese Aufgabe erfordert ruhige und gut sozialisierte Hunde, welche hohe Intelligenz, Selbständigkeit und Ausdauer mit guter Führigkeit und Freude am Wasser verbinden. Die Retriever werden in Deutschland eher selten, aber in vielen Ländern Europas mit großem Erfolg bei der Jagd eingesetzt. Die guten Eigenschaften, auf denen die jagdliche Brauchbarkeit beruht, eignen sich auch für andere Aufgaben. Sie bringen hervorragende Leistungen bei Berg- und Lawinenunfällen (siehe Rettungshund) und man findet sie in vielen Hundestaffeln von Rettungsdiensten und Hilfsorganisationen. Ebenfalls werden sie mit großem Erfolg als Drogenspürhunde eingesetzt.
Obwohl der Retriever als Gebrauchshund gezüchtet wurde, werden heute die meisten Retriever als Familienhunde gehalten. Auch als Familienhund benötigt der Retriever artgemäße Aufgaben; zum Beispiel durch Ausbildung zum Begleithund, Dummytraining (Apportieren) und/oder andere Hundesportarten.
Durch seinen sprichwörtlichen 'will to please' (den Wunsch es seinem Führer recht zu machen) wird die Ausbildung erleichtert.
Die Retriever sind für viele Arten des Hundesports geeignet, unter anderem für:
- Unterordnung beziehungsweise Begleithund
- Fährtenhund
- Wasserrettung
- Suchhund
- Suchtmittelspürhund

Retriever sind, mit einigen Ausnahmen beim Chesapeake Bay Retriever, in der Regel nicht zur Schutzarbeit geeignet.
Besonders geeignet sind alle Retrieverrassen für Apportier-Aufgaben. Mit Dummys werden jagdähnliche Situationen nachgestellt. Dummys bestehen meist aus Segeltuch- bzw. Canvasstoff-Säckchen, die mit Kunststoffgranulat oder Sägemehl gefüllt sind.

## Name
Die Begriffe apportieren und Apporteur sind Lehnwörter aus dem Französischen, die auf lateinisch apportare „herbeibringen“ zurückgehen.
Retriever leitet sich hingegen vom englischen Verb retrieve „zurückbringen“ ab, das mit französisch retrouver „wiederfinden“ verwandt ist.